# Lithophon
Als Lithophon (von griechisch λιϑος „Stein“ und φωνή „Klang“) oder Klangstein bezeichnet man Gegenstände, deren Klangkörper aus Stein bestehen und die auf mechanischem Wege (Anschlag, Reibung) in Schwingung versetzt werden. Entsprechend der grundlegenden Hornbostel-Sachs-Systematik gehören Lithophone zur Gruppe der Idiophone. Bevorzugtes Material ist auf Grund seiner besonderen Klangqualität das als Phonolith bekannte Lavagestein. Andere Mineralien sind Jade, Granit oder auch Serpentin. Im Unterschied zum Metallophon und Xylophon, bei denen zur Tonererzeugung metallische bzw. hölzerne Stäbe benutzt werden, sind Lithophone von beliebiger Gestalt, häufig bestehen sie aus stab- oder plattenförmig geformten, abgestimmten Steinen.

## Geschichte

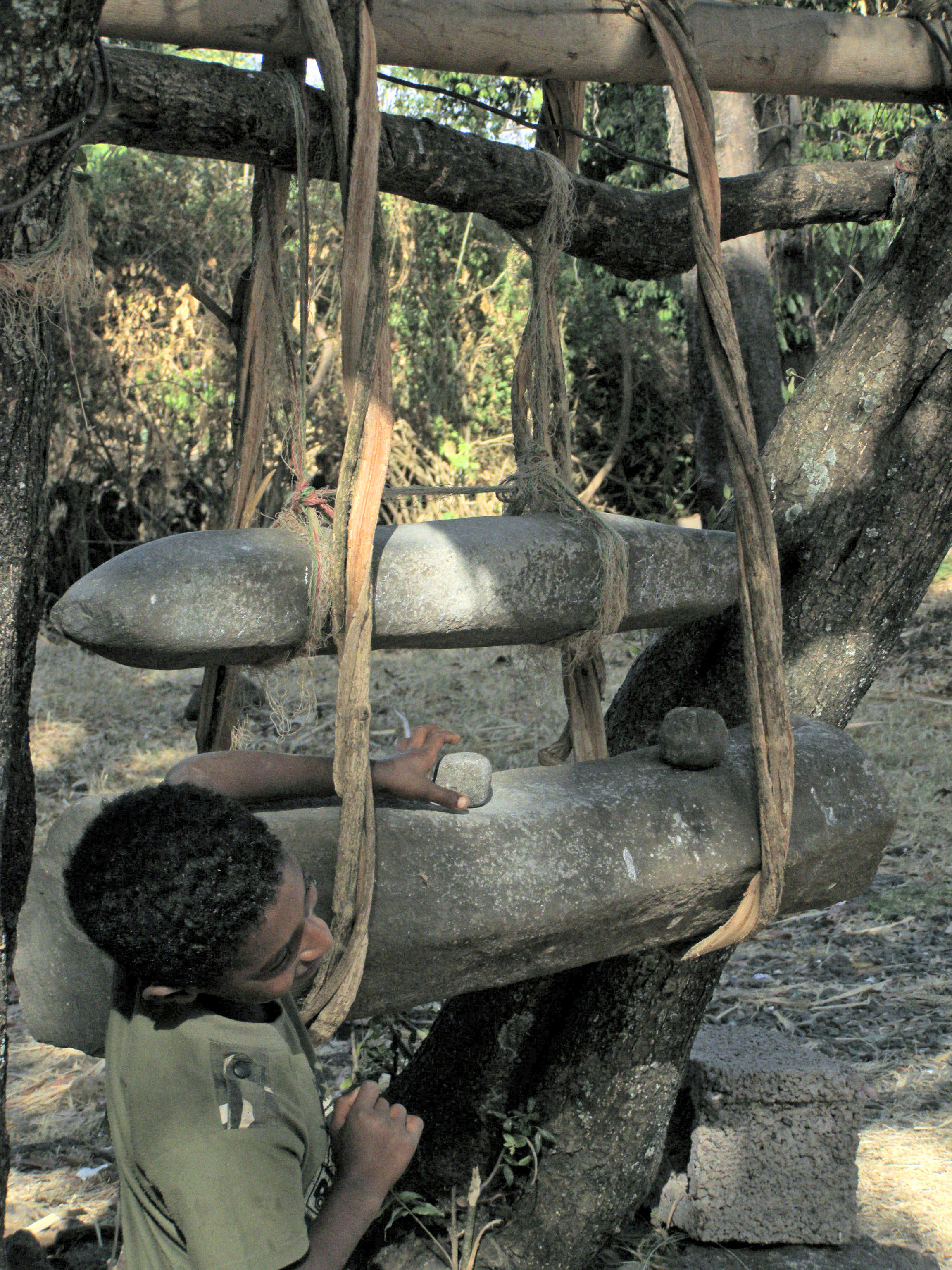
Lithophone vor der Kirche des Klosters Zeghie Azwa Mariam in Bahir Dar, Äthiopien. Als Signalruf dem hölzernen frühchristlich-orientalischen Naqus und dem orthodoxen Semantron entsprechend.

Vermutlich liegen die Wurzeln der Klangerzeugung mittels geeigneter Steine schon in der Steinzeit. Auch wenn bisher die Verwendung von Lithophonen im Holozän nur vermutet werden kann, sind die Ansätze, die Tropfsteine in den Luray Caverns in Form der Great Stalacpipe Organ zum Klingen zu bringen, so überzeugend, dass eine steinzeitliche Lithophonmusik, wenn auch weniger elaboriert als in der modernen Form, durchaus möglich erscheint.
Felsen, Felsnasen und Tropfsteine in Kalksteinhöhlen, die zur Klangerzeugung dienen können, sind Lithophone, die im Englischen nach Jeremy Montagu (1965) als rock gong bezeichnet werden. Solche klingenden Felsen sind hauptsächlich aus Afrika, Asien und Nordamerika bekannt. Unabhängig von der Gesteinsart sind lange, dünne und möglichst frei stehende Felsen am besten geeignet.
Zu den ältesten gesicherten Zeugnissen gehört das in der Provinz Westsumatra auf Sumatra als prähistorisches Lithophon identifizierte Talempong batu. Es besteht aus sechs Steinblöcken unterschiedlicher Größe und Klanghöhe. Ein Lithophon aus Ndut Lieng Krak in Südvietnam wird der eisenzeitlichen Sa-Huynh-Kultur zugerechnet. Erwähnenswert ist auch der Fund von 20 Klangsteinen in Indien (bei Sankarjang), der von der Forschung dem 2. Jahrtausend v. Chr. zugeordnet wird. Bei Ausgrabungen in An-Yang (China) fand man die der Shang-II-Dynastie (1350–1050 v. Chr.) zuzuordnenden Orakelinschriften, Trommeln, Trommelstöcke, Schlegel, eine kugelförmige Gefäßflöte sowie den ch’ing genannten Klangstein. Die richtige Bezeichnung für einen einzelnen, großen Klangstein ist t’e-ch’ing. Außerdem wurde das Klangsteinspiel pien-ch’ing gefunden, welches aus verschiedenen, gestimmten Steinen besteht. Es ist unwahrscheinlich, dass diese Lithophone und die Gefäßflöte bereits in der früheren, der Shang I-Periode vorhanden waren, nachweisbar ist jedoch, dass sich die Stimmung der Instrumente aus Stein, Jade und Bronze in der frühen Chou-Dynastie vervollkommnete. In jüngerer Zeit sind Lithophone in weiten Teilen Südostasiens von Vietnam bis Korea nachweisbar. Der stärkste Entwicklungsimpuls ging jedoch von China aus, wobei sich zwei charakteristische Formen herausgebildet haben: Zum einen die aufgehängten Platte in traditionell pentagonaler Form mit gebogener Basis und zum anderen der flach liegende Jade-Klangstein in Scheibenform. Lithophone wurden zu zeremoniellen Zwecken im Tempel und im Palast verwendet und dienten auch als Grabbeigabe. Die Erforschung der Litophone im asiatischen Bereich wird seit einigen Jahren durch die Musikwissenschaftlerin und Musikethnologin Gretel Schwörer-Kohl durchgeführt.
Neben dem fernöstlichen Raum sind es zwei weitere Verbreitungsgebiete, in denen das Lithophon eine jeweils eigene Tradition ausgebildet hat: In Zentralafrika und im Norden Südamerikas. So wurden schon seit frühesten Zeiten in Nordtogo fünf sternförmig auf dem Boden angeordnete Basaltplatten zu ganz bestimmten Ritualen gespielt – eine Tradition, die auch in Benin und Nigeria nachgewiesen werden konnte. Der französische Archäologe Eric Gonthier identifizierte einen Bodenfund aus Zentralafrika als mittelsteinzeitliches Lithophon. Aus Stein gefertigte Klangstäbe und -platten aus präkolumbianischer Zeit wurden in Ecuador, Kolumbien und Venezuela gefunden.

## Orchesterinstrument, Steinspiel

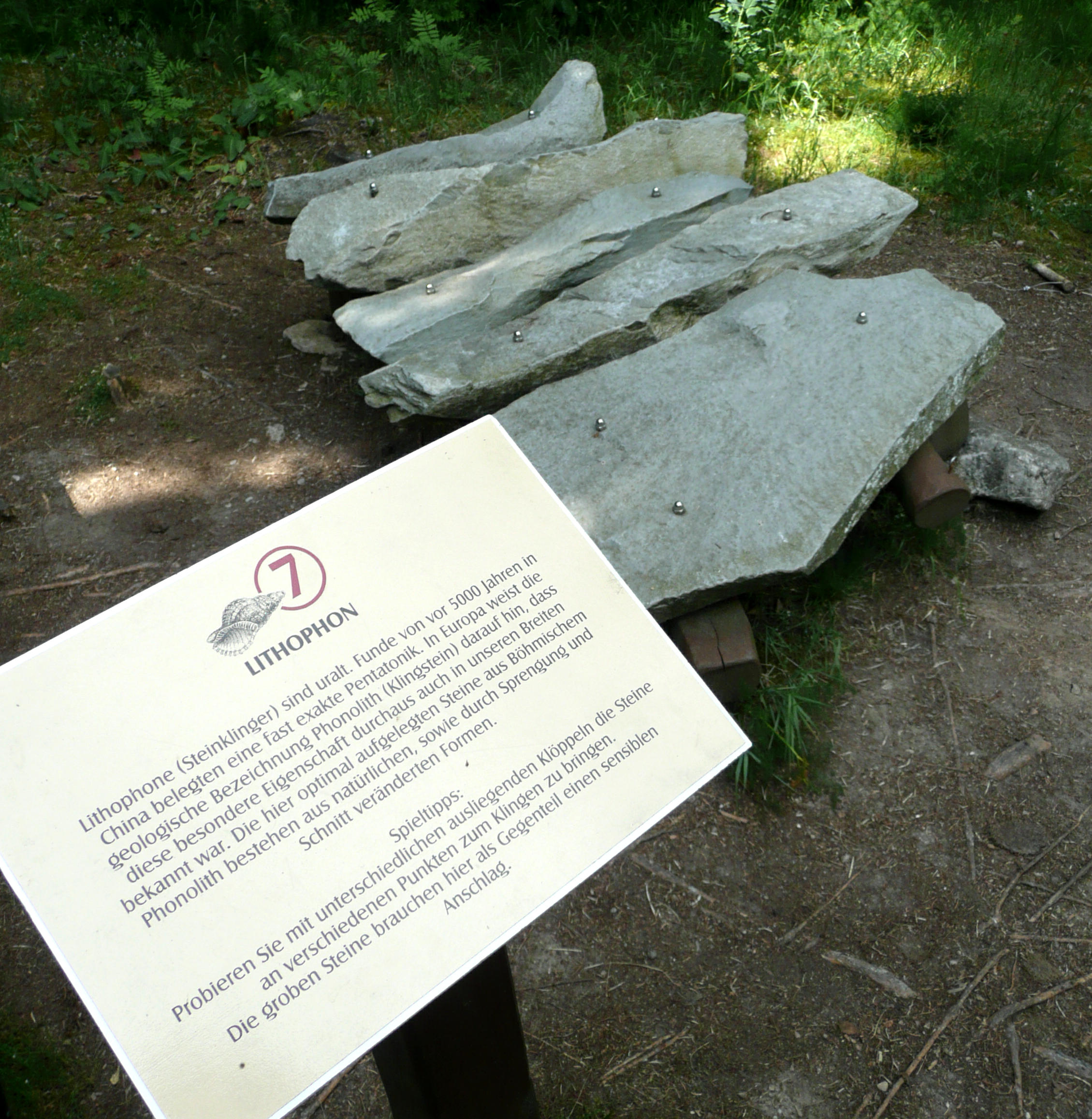
Aus Phonolith gefertigtes Lithophon im Botanischen Garten Schellerhau

In Europa sind Steinspiele in Form von Musikinstrumenten erst in der jüngeren Geschichte nachweisbar. Als Pionier auf dem Gebiet der Erforschung neuer Klangquellen ist hier der Engländer Peter Crosthwaite zu nennen, der erstmals ein nach abendländischem Verständnis als Musikinstrument verwendbares Lithophon mit sechs Tönen baute. 1785 (andere Quellen nennen das Jahr 1875) wurde im Lake District England ein aus 16 Steinplatten bestehendes und zwei diatonische Oktaven umfassendes Steinspiel gefunden, dessen Alter bisher nicht genauer bestimmt werden konnte. Zwischen 1827 und 1840 entwickelte der Steinmetz Joseph Richardson die „Richardson rock harmonica“ mit fünf Oktaven Tonumfang aus Steinplatten von 15 bis 93 Zentimetern Länge. 1837 stellte Franz Weber in Wien ein aus abgestimmten Alabasterscheiben bestehendes Lithokymbalom vor, aus dem wenig später (1840) die von Richardson and Sons gebaute Rock Harmonica wurde. Eines dieser von Richardson entwickelten Lithophone wird im Keswick Museum and Art Gallery in Keswick unter der Bezeichnung Musical Stones of Skiddaw ausgestellt. 1883 spielte der Franzose Honoré Baudre im Rahmen der Weltausstellung Amsterdam auf einem aus abgestimmten Feuersteinen hergestellten sogenannten Silex Piano.
Im 20. Jahrhundert hat sich das Lithophon zu einem Orchesterinstrument entwickelt. Meist von Schlagwerkern gespielt, ähnelt es in Form und Handhabung den Stabspielen (wie Xylophon, Marimba und Vibraphon) oder den runden Scheiben der Crotales. Üblicherweise kommen die Töne a3 bis c5 zum Einsatz. Erstmals hat Carl Orff den Klang des Lithophons als integralen Bestandteil des Orchesterklangs in Werken wie Antigonae (1949), Astutuli (1953) und Oedipus (1959) verwendet. 1961 verwendete der Komponist Milko Kelemen das Lithophon in seinem Werk Ekvilibri für zwei Orchester. Moderne Weiterentwicklungen haben sogenannte stone marimbas entstehen lassen, bei denen gestimmte Steinplatten wie bei einem Stabspiel angeordnet sind und die Spielweise der Marimba-Technik ähnelt. Spezielle Möglichkeiten der Intonation entwickelten die Schweizer Rudolf Fritsche und Lukas Rohner an dem von ihnen 2003 konstruierten Gramorimba. Dieses Steinstabspiel mit vier Oktaven Tonumfang (f–f4) „ist das einzige Lithofon, dessen Platten sowohl grund- wie auch obertongestimmt sind.“ Die Bezeichnung für das Instrument leitet sich aus den Wörtern Granit, Marmor und Marimba her.
Der isländische Komponist Elias Davidsson arrangierte einheimische, durch Verwitterung entstandene Basaltplatten zu Lithophonen, mit denen er zuerst 1982 in Konzerten improvisierte. Die isländische Post-Rock-Band Sigur Rós verwendet gelegentlich ein vom Bildhauer Páll Guðmundsson geschaffenes Lithophon (steinharpa, deutsch Steinharfe) in der Art einer Marimba. 2024 führte sie damit auch in einer Crossover-Kollaboration zusammen mit Guðmundsson und der klassischen Violistin Maria Huld Markan Sigfúsdóttir die Vertonung eines Gedichts der Edda auf.

## Klangstein, Installation

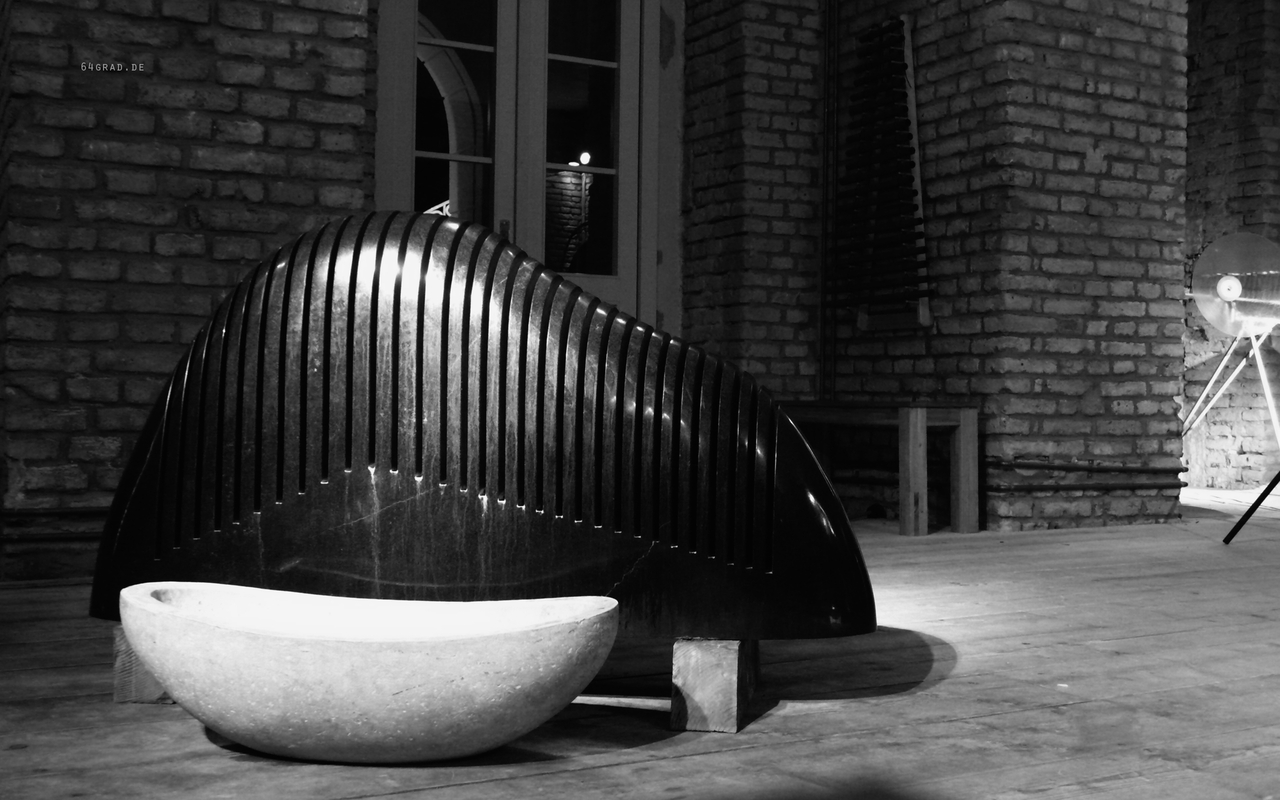
Lithophon im Schloss Freudenberg, Wiesbaden

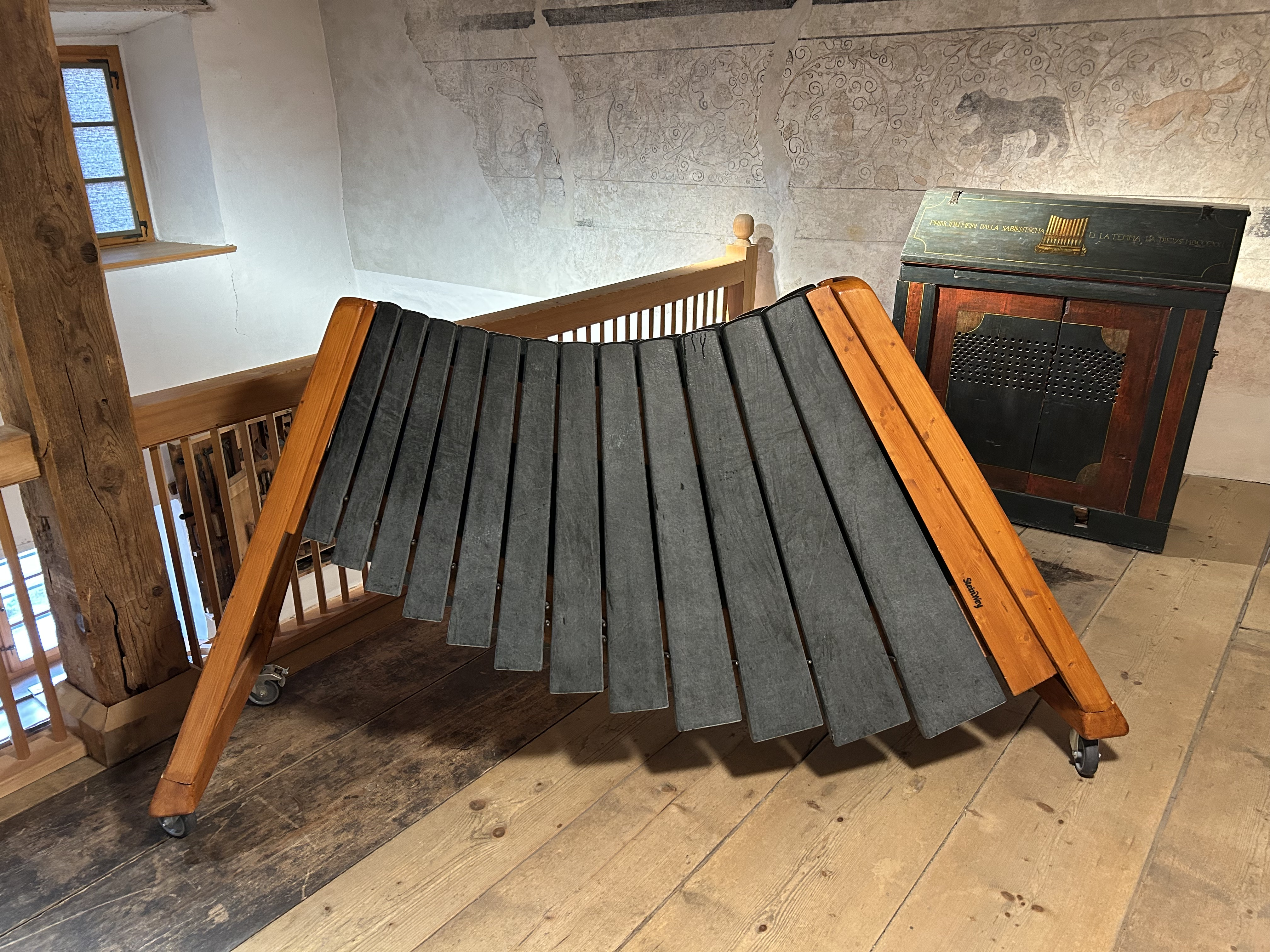
Steinharfe aus Serpentinplatten im Museum Regiunal Surselva, Ilanz

Durch neue Technologien wurde die Entwicklung von bis dahin unbekannten Formen und Möglichkeiten der Klangentwicklung an und mit Steinen erweitert. Daher gibt es etwa seit der Mitte des 20. Jh. neben dem eindeutig als Musikinstrument konzipierten „Lithophon“ eine Vielzahl neuartiger Formen von Klangsteinen. Sie entziehen sich weitgehend einer Handhabung im Sinne traditionellen Instrumentalspiels und werden dementsprechend auch als Klangskulpturen bezeichnet. In erster Linie waren es zunächst Bildhauer wie Elmar Daucher in Deutschland und Arthur Schneiter in der Schweiz, die sich mit diesem Phänomen beschäftigten. Gegenstand einer polyästhetischen Herangehensweise, dienen ihre Kunstwerke neben allen akustischen Eindrücken auch in erster Linie dem Erlebnis der visuellen Wahrnehmung. 1974 entdeckte Elmar Daucher gewissermaßen als Nebenprodukt das musikalische Innenleben seiner von tiefen Sägeschnitten durchzogenen Steinskulpturen und entwickelte daraus eine ganze Serie von Klangsteinen. Dauchers Prototypen sind von Darstellungen der harmonikalen Forschungen von Hans Kayser beeinflusst. In diesem Sinne wurden sie weiterentwickelt von Michael Scholl und Urs A. Furrer. Die von Klaus Feßmann entwickelten Klangsteine sind nach Klangforschungsergebnissen entwickelte Skulpturen mit rechteckigen Formen, die er in den großen Formen als Stelen bezeichnet. Sein Bau geht von Berechnungen der Proportionsverhältnissen aus. Seine Entdeckung ist die spezielle Art der Entwicklung des Klanges, das Herausarbeiten der Klangmöglichkeiten aus dem Stein. Der Schweizer Rudolf Fritsche experimentierte mit den äußeren Formen von Lithophonen und entwickelte dabei u. a. ein „Steinei“.
Installationscharakter hat die 1956 von Leland W. Sprinkle in den Luray-Höhlen im Shenandoah National Park (Virginia/USA) gebaute „Steinorgel“. Dabei werden riesige Tropfsteine durch ein elektronisch gesteuertes System von kleinen Anschlaghämmern in Vibration versetzt, bis die ganze Höhle vom Klang der Great Stalacpipe Organ erfüllt ist. Phonolite können von den Besuchern des Ringing Rocks Park in Upper Black Eddy (Pennsylvania/USA) experimentell zum Klingen gebracht werden, bis der ganze Park von Vibrationen erfüllt ist. In der Therme Vals (Schweiz) installierte Fritz Hauser Klangsteine von Arthur Schneiter zu einem Sound-Ambiente. In diesem Zusammenhang sind auch die Summsteine von Hugo Kükelhaus erwähnenswert.
Eine Kombination von Klangsteinen mit herkömmlichen Musikinstrumenten erweist sich auf Grund der Unterschiedlichkeit von Klang und Tonalität als ungewohnt und teilweise schwierig, wurde vereinzelt jedoch auch schon kompositorisch realisiert. So schrieb der Schweizer Ulrich Gasser Die singenden Zikaden für Flöte und 3 Klangsteine (1989) sowie Zitat für Sopran, Orgel und einen Klangstein von Arthur Schneiter (1991). Klaus Hinrich Stahmer führte in Kristallgitter (1992) die Verbindung eines Klangsteins von Daucher mit einem Streichquartett auf dem Wege der elektronischen Ringmodulation herbei. Von Gottfried Hellmundt stammen Partituren wie Aiguille du Midi für Kammerensemble und Lithophon (2000) und Steine leben für Sopran-Solo, Violoncello, Lithophon, Sandpapier und Feldsteine (2002). Lapides clamabunt heißt ein Werk von Hans Darmstadt für Stimme und Klangstein (2001). Die Komposition Steinklang, Geschichte einer Stadt für Gramorimba, Steinharfe und Steingong, komponiert und gespielt von Wolfgang Lackerschmid, erklingt seit 2009 alljährlich in den Sommermonaten im Römischen Museum Augsburg. Der Schweizer Gion Antoni Derungs schrieb 2012 unter dem Titel Im Märchenschloss drei Szenen für das Gramorimba, Flöte und Streichorchester.

## Tonaufnahmen (Auswahl)
- Stephan Micus: The Music of Stones. CD. ECM 1384. (c) 1989. (Klangsteine Daucher)
- Klaus Hinrich Stahmer, Michael Vetter: KlangSteine – SteinKlänge. CD. ProViva ISPV 159. (c) 1990. (Klangstein Daucher)
- Klaus Hinrich Stahmer: Kristallgitter. CD. ProViva ISPV 167. (c) 1992. (Klangstein Daucher)
- Klaus Feßmann, Hannes Feßmann: Duo on the Rocks . CD 2010. (Klangsteine Fessmann)
- Pinuccio Sciola: Prima, fu il suono. CD 2015, Isula Records